# ハクビシン
ハクビシン（白鼻芯、白鼻心：Paguma larvata）は、ジャコウネコ科ハクビシン属に分類される食肉類の一種。東南アジア原産。本種のみでハクビシン属を構成する。その名の通り、額から鼻にかけて白線が見られることが特徴である。
日本に生息する唯一のジャコウネコ科の哺乳類である。

## 分布
中国大陸南部を中心に、マレーシアやインドネシアなどの東南アジア、インド、ネパールなどの南アジア、台湾、ボルネオ島、スマトラ島、日本に生息している。

## 形態
体長51 - 76センチメートル。頭胴長約61 - 66センチメートル。尾長40 - 60センチメートル。体重3.6 - 6キログラム。
ネコのような体つきで鼻すじが長い。オスの方がメスよりも僅かに大型。柔らかく長い体毛で被われる。体色は明褐色や暗褐色で個体変異が大きい。耳介や頸部、四肢や顔面が黒く、尾も全体もしくは先端が黒い。
一方でボルネオ島など南方系の個体では尾の先端が白い個体もいる。額から鼻鏡にかけて白い筋模様が入る個体が多いが、不明瞭な個体もいる。和名はこの筋模様に由来し、種小名 larvata や英名 Masked は「仮面をつけた」の意で顔の斑紋に由来する。頬も白い。
歯式は、3/3・1/1・4/4・2/2＝40。足指の数は前後共に5本である。

## 分類
属名 Paguma は記載者による造語で、ピューマをもじったと考えられている。
亜種は顔の斑紋などによって区別され、顔全体がほぼ白いものもいる。亜種の分類には諸説あり、例としてCorbet & Hill (1992)は6亜種を認めている。以下の分類はMSW3(Wozencraft,2005)に従う。
- Paguma larvata larvata (C. E. H. Smith, 1827)
- Paguma larvata chichingensis Wang, 1981
- Paguma larvata grayi (Bennett, 1835)

- Paguma larvata hainana Thomas, 1909
- Paguma larvata intrudens Wroughton, 1910

- Paguma larvata janetta Thomas, 1928

- Paguma larvata jourdanii (Gray, 1837)

- Paguma larvata lanigera Hodgson, 1836
- Paguma larvata leucomystax Gray, 1834

- Paguma larvata neglecta Pocock, 1934

- Paguma larvata nigriceps Pocock, 1939

- Paguma larvata ogilbyi (Fraser, 1846)

- Paguma larvata robsta (Miller, 1906)

- Paguma larvata taivana Swinhoe, 1862
- Paguma larvata tytlerii (Tytler, 1864)

- Paguma larvata wroughtoni Schwarz, 1913

## 生態
主に低地に生息するが、スマトラ島では標高2,400メートル以上、ネパールでは標高2,500メートル以上、インド北東部では標高2,700メートル以上でも報告例がある。多くは海抜200 - 1,000メートルの低山の山林に生息する。木登りが得意である。樹洞のほか、タヌキなどの動物が使い古した巣穴などを棲みかにする。民家の床下、屋根裏などに棲み着くこともある。夜行性で、昼間は住処に潜んでいる。
電線を伝って移動することもある。外敵に襲われると肛門腺から臭いのある液を分泌して、威嚇する。爪はネコのように引っ込めることができる。
食性は雑食で、主にイチジク、カキ、ナシ、バナナ、マンゴー、ミカンなどの果実を食べるほか、昆虫、甲殻類、ムカデ、ミミズ、鳥の卵、ナメクジ、ヒヨドリなども食べる。
年に1回出産し、出産する季節に決まりはないが、夏から秋にかけて多く産む傾向がある。妊娠期間は2ヶ月で、2 - 3頭を出産する。仔を産む年齢は生後10ヶ月以降。飼育個体の最高年齢は24歳。

## 人間との関係
中国語名は果子狸、花面狸、マレー語名は Musang lamri（lamri はサンスクリット語のキツネに由来する）などがある。
中国南部では、広東料理、広西料理、雲南料理、安徽料理などの食材として煮込み料理などに用いられている。独特の臭みがあるため、ニンニク、醤油などを用い、濃厚な味にするのが普通。満漢全席でも中国梨と煮た「梨片果子狸」という料理が出された記録が残っている。日本のハンターによれば、肉はとても美味であるといわれている。食用の他に、毛を毛筆の材料として利用する場合がある。
日本ではトウモロコシ・カキ・ブドウ・ミカンなどの畑作物・果樹などを食害する害獣とみなされることもある。頭部が潜れる大きさの隙間ならば侵入できるため、家屋に侵入し、糞尿による悪臭などの生活被害をもたらす場合がある。また、本種が車に轢かれる事故が増加している。
農地開発などによる生息地の破壊、食用の狩猟などにより、生息数は減少している。香港では野生動物保護法の保護対象となっている。
シンガポールではよく見られるが、在来種であるという確実な生息記録がない。そのため20世紀に入ってから人為的に移入されたとする説もある。
重症急性呼吸器症候群（SARS）が騒動となった時、ハクビシンがSARSコロナウイルスの自然宿主ではないかと疑われた。そのため、SARS伝染の媒体になりうるとして、中国で流通が禁止された。2006年の報告によれば、SARSとハクビシンの持つウイルスの遺伝子の一部に違いが見られたこともあり、SARSはハクビシンの持つウイルスが突然変異を起こしたものではないかとの見解も生まれた。その後の調査により、SARSの自然宿主はハクビシンではなく、キクガシラコウモリであることが判明した。

## 日本におけるハクビシン
日本では本州から四国にかけて分布している。宮城県や福島県から中部地方にかけての地域、及び四国で特に多いとされている。九州や沖縄での分布状況は不明。鳥獣保護法により、狩猟獣に指定されているが、特定外来生物には指定されていない。
日本での確実な初記録は1943年の静岡県浜名郡での狩猟記録で、1952年以降は国の狩猟統計にも登場している。また、静岡県では1965 - 1966年に急増したとされ、1972年時点での分布に関するアンケート調査がある。関東地方では1958年の神奈川県山北町での記録が初めてとなる。東京都では1980年に八王子市で初めて報告され、現在でも山手線の線路沿い等で、夜間に目撃されることがある。北海道の奥尻島では1985年に捕獲記録があり、2002年になって再び生息が確認されている。長野県では1976年に県の天然記念物に指定されたことがある（1995年に解除）。
これら日本のハクビシンが在来種なのか外来種なのかは確定していない。江戸時代に記録された「雷獣」とされる動物の特徴がハクビシンに似ているため、江戸時代には既に少数が日本に生息していたとする説や、明治時代に毛皮用として中国などから持ち込まれた一部が野生化したとの説が有力である。根拠としては、国内においてジャコウネコ科の化石記録が存在しないこと、中国地方や九州に連続的に分布していないことが挙げられる。ただし、導入個体群の原産地や詳細な導入時期に関しては不明である。
日本産と東南アジア産の個体のミトコンドリアDNAシトクロムbの分子系統解析では、日本産の個体はそのいずれもが東南アジア集団のものとは一致しないが、2つが台湾集団に見いだされる6つの遺伝子型のうちの2つと同一であること、西日本で優占する遺伝子型が台湾東部に、東日本で優占する遺伝子型が台湾西部に由来することが示されている。
住宅被害などのために、神奈川県川崎市では2009年に市民からの相談を受け46頭を捕獲するなどの例はあるものの、捕獲には民家に巣を作ったり果樹園を荒らすなどの実害を理由とした、鳥獣保護法に基づく都道府県知事などの許可（「有害鳥獣」認定）が必要で、「住宅街をうろついている」などといった理由による民間人の予防的捕獲は許されていない。

## 画像

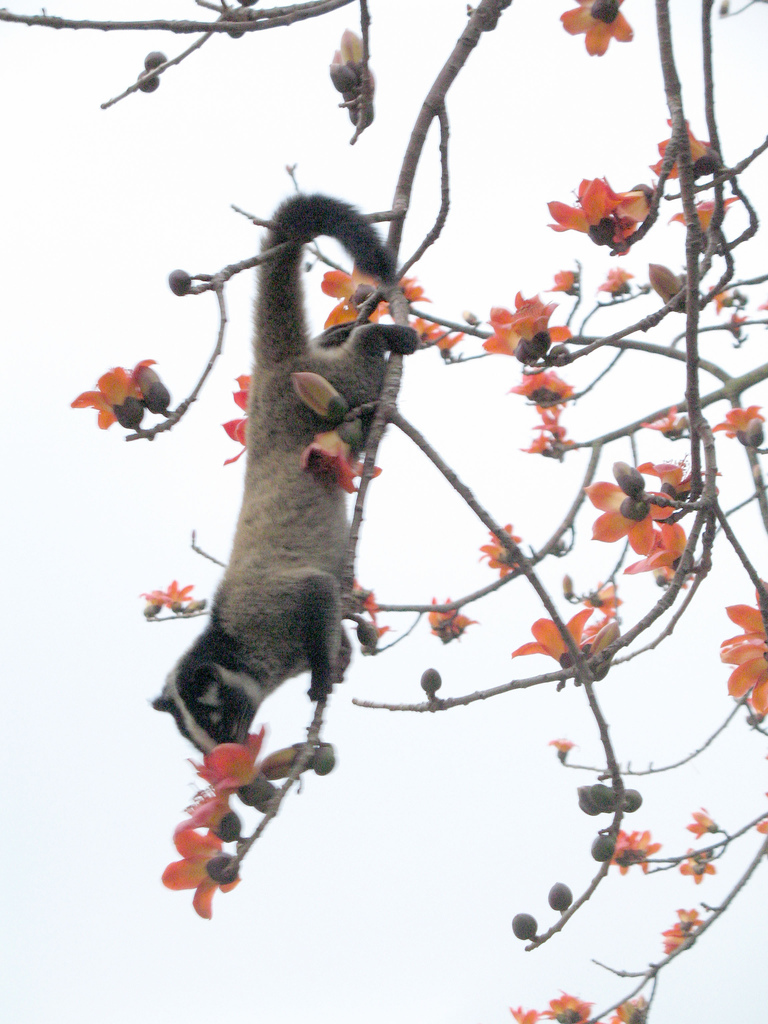
木登りが得意
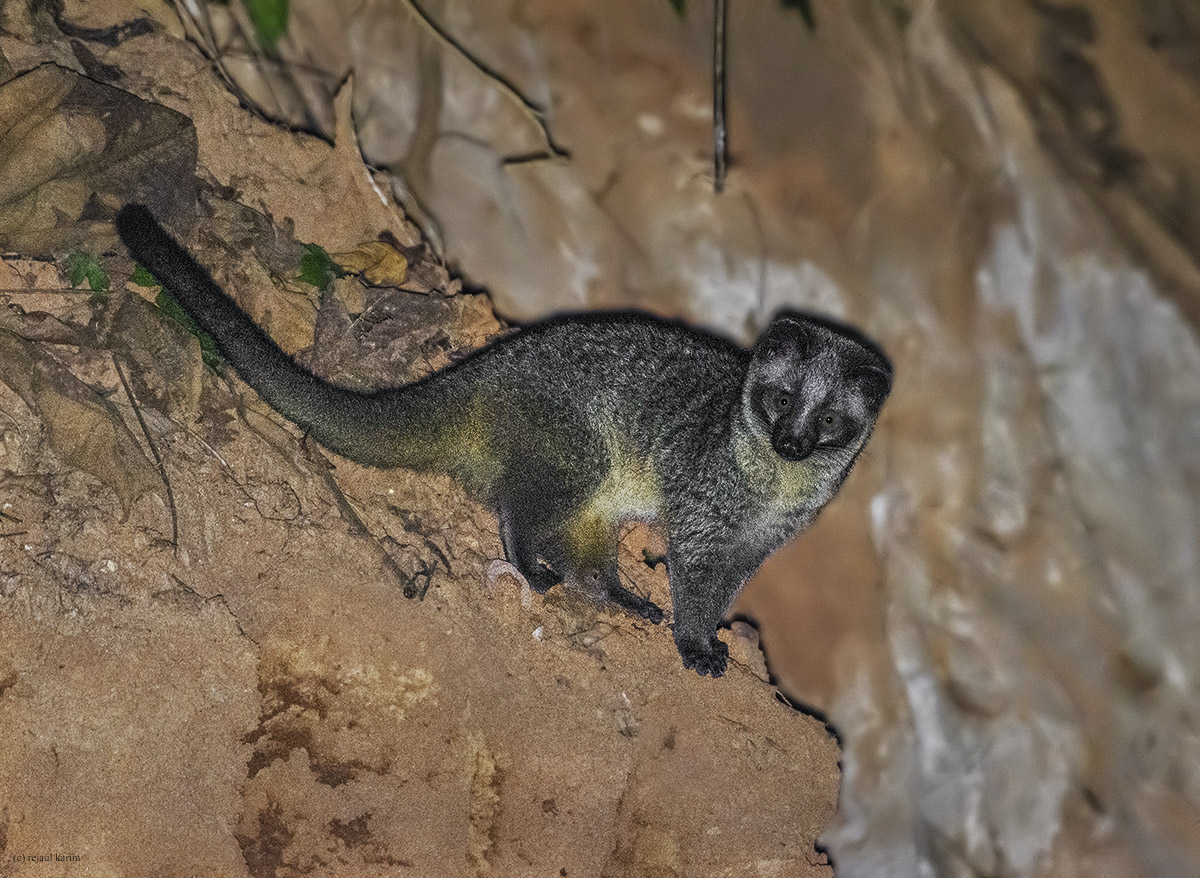
全身（生体）
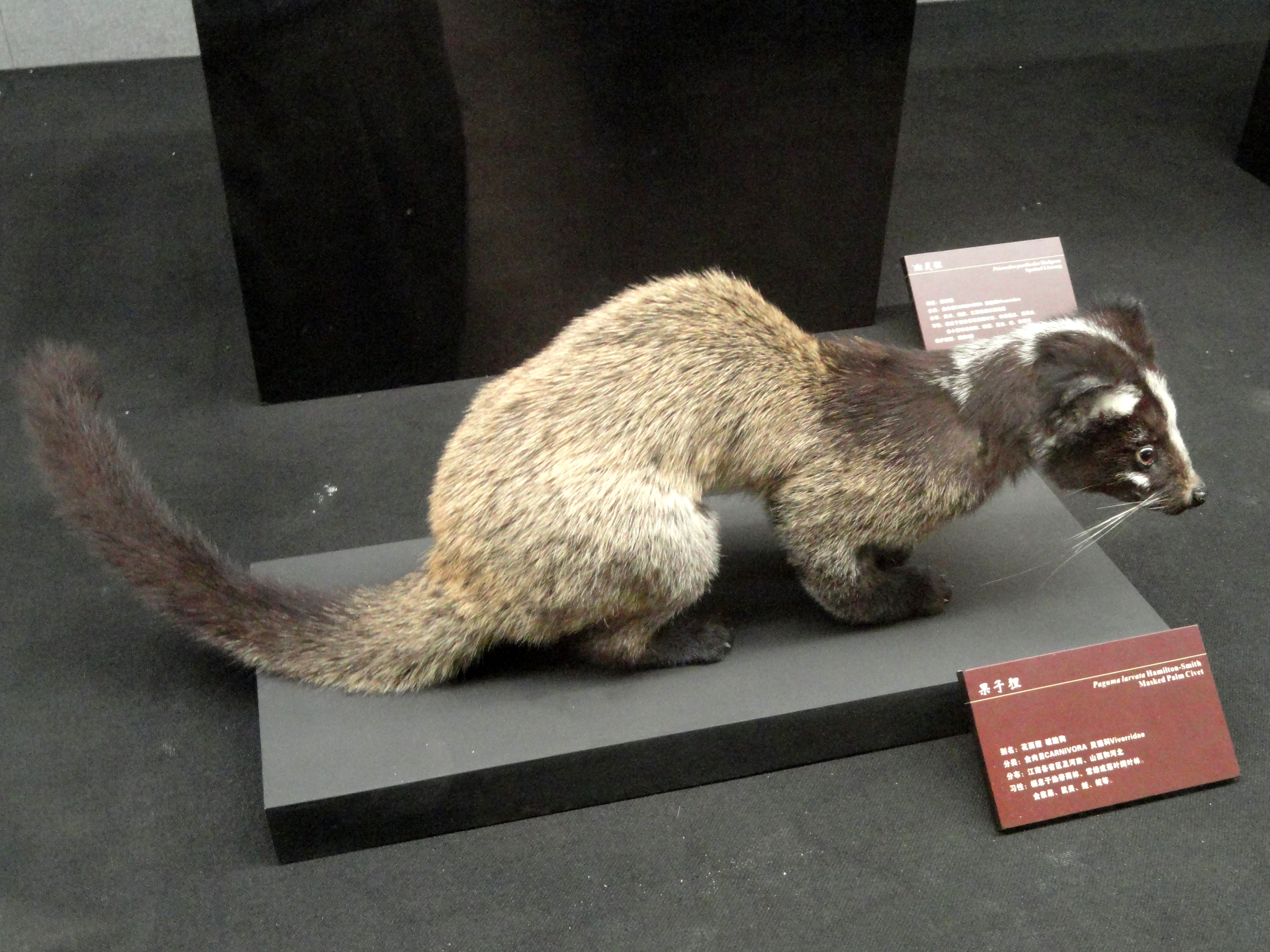
全身（剥製）
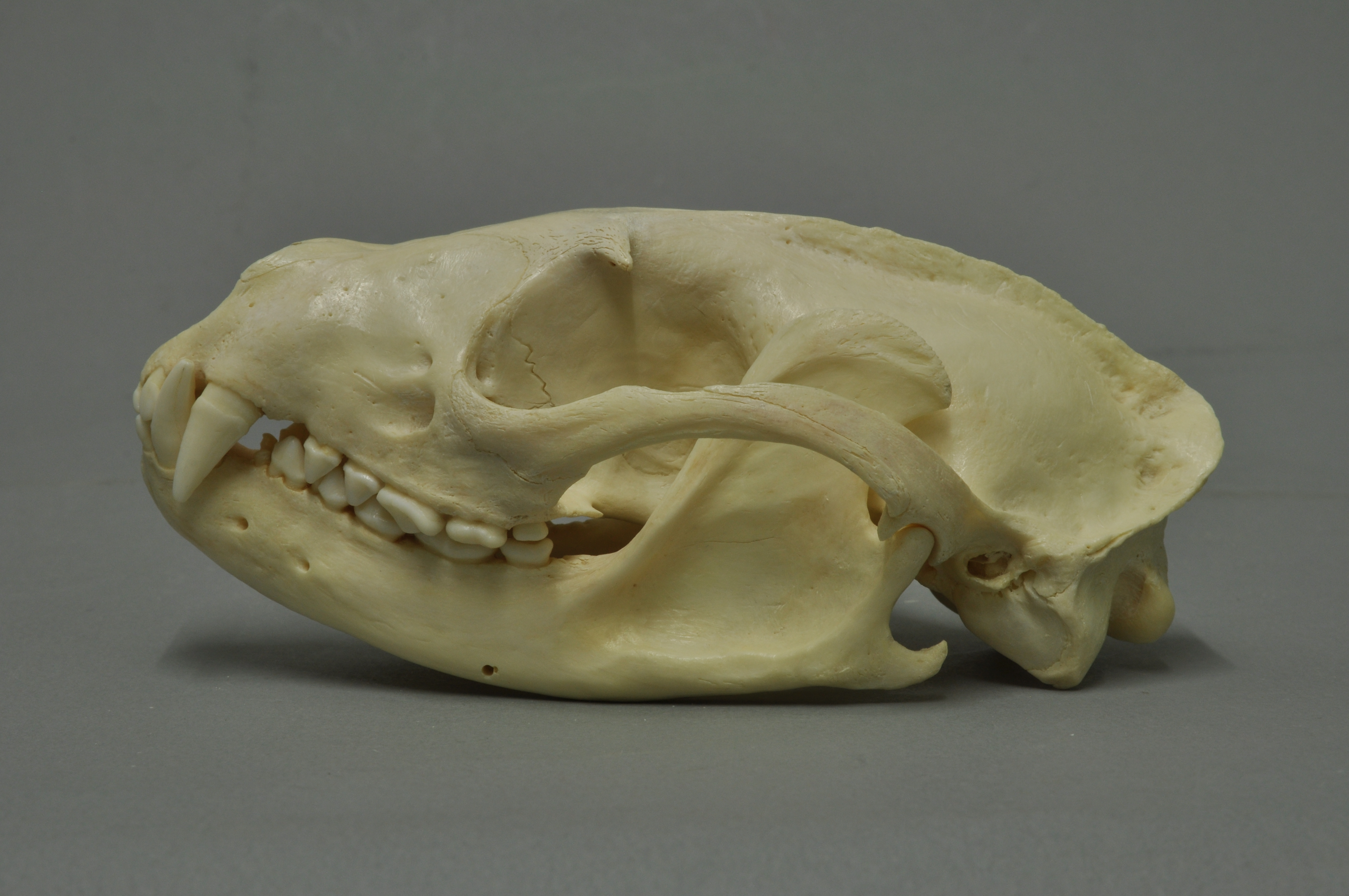
頭骨